# Coeficient
En matemàtiques, un coeficient és un factor constant que multiplica determinat objecte. Per exemple, el coeficient de x 2 en 9x2 és 9.
L'objecte que és multiplicat pel coeficient pot ser de moltes menes, per exemple: una variable, un vector, una matriu, una funció, etc. De vegades, els objectes i els seus coeficients s'indexen de la mateixa manera i això porta a expressions tals com:
{\displaystyle a_{1}x_{1}+a_{2}x_{2}+a_{3}x_{3}+\cdots }
on an és el coeficient de la variable xn per a cada n = 1, 2, 3, …
En un polinomi P(x) d'una variable x, el coeficient de xk es pot indexar per k, portant a l'expressió:
{\displaystyle P(x)=a_{k}x^{k}+\cdots +a_{1}x^{1}+a_{0}.}
Del que correspon al k més gran tal que ak ≠ 0, se'n diu el coeficient principal de P perquè molt sovint, els polinomis s'escriuen començant per la potència més gran de x, i continuant cap a baix (per exemple {\displaystyle x^{5}+x^{4}+x^{2}...}).
En matemàtiques alguns coeficients importants són els coeficients binomials que són els coeficients del desenvolupament del binomi de Newton.

## En àlgebra lineal
En àlgebra lineal, el primer coeficient d'una fila en una matriu és la primera entrada no nul·la a aquella fila. Així, per exemple, donada:
{\displaystyle M={\begin{pmatrix}1&2&0&6\\0&2&9&4\\0&0&0&4\\0&0&0&0\end{pmatrix}}}
El primer coeficient de la primera fila és 1; 2 és el primer coeficient de la segona fila; 4 es el primer coeficient de la tercera fila, i l'última fila no té cap coeficient.
Encara que els coeficients amb freqüència siguin vistos com a constants a l'àlgebra elemental, més generalment solen ser variables. Per exemple, les coordenades {\displaystyle (x_{1},x_{2},...x_{n})} d'un vector v en un espai vectorial amb base {\displaystyle \lbrace e_{1},e_{2},...e_{n}\rbrace }, són els coeficients dels vectors de la base a l'expressió.
{\displaystyle v=x_{1}e_{1}+x_{2}e_{2}+...x_{n}e_{n}.}

## Exemples de coeficients físics
1. Coeficient de dilatació tèrmica (termodinàmica) (sense dimensions) - Relaciona el canvi en la temperatura amb el canvi a les dimensions d'un material.
2. Coeficient de repartiment (KD) (química) – Relació entre les concentracions d'un compost a una barreja de dos dissolvents immiscibles en equilibri.
3. Coeficient Hall (física elèctrica) – Relaciona un camp magnètic aplicat a un element amb la tensió creada, la quantitat de corrent i l'espessor de l'element. És una característica de la que està fet el conductor.
4. Superfície de sustentació, i l'àrea de la superfície de sustentació.
5. Coeficient balístic (BC) (Aerodinàmica) (unitats de kg/m²) - Una mesura de la capacitat d'un cos per a vendre la resistència de l'aire en vol. El coeficient balístic és una funció de la massa, el diàmetre i el coeficient d'arrossegament.
6. Coeficient de transmissió (mecànica quàntica) (sense dimensions) - Representa el flux de probabilitat d'una ona transmesa respecte de la de l'ona incident. Sovint s'utilitza per a descriure la probabilitat d'una partícula per a travessar per efecte túnel a través d'una barrera.
7. Factor d'esmorteïment també conegut com a coeficient d'esmorteïment viscós (Enginyeria física) (unitats de Newton-segon per metre) - es relaciona amb la força d'esmorteïment de la velocitat de l'objecte el moviment del qual s'està mesurant.

## En química
El concepte dut al camp químic esdevé un número col·locat davant d'un terme en una equació química per a indicar quantes partícules prenen part en la reacció. Per exemple, a la fórmula:
{\displaystyle {\ce {2H2 + O2 -> 2H2O}}}
el número 2 davant de H₂ és un coeficient.